# Garance Marillier
Garance Marillier, född den 11 februari 1998 i Paris, är en fransk skådespelare.
Garance Marillier genombrott som skådespelare kom med skräckfilmen Raw där hon spelade karaktären Justine. För sin rollprestation blev hon nominerad till César Award for Best Female Revelation. I filmen Titane spelade hon karaktären, även det en av filmens huvudroller.

## Filmografi (i urval)
- 2016 – Raw
- 2021 – Titane
- 2025 – Couture